# DART Ukrainian Airlines
DART Ukrainian Airlines (in ucraino: ДАРТ Українські Авіалінії) è stata una compagnia aerea ucraina che aveva sede a Kiev e base tecnica all'Aeroporto di Kiev-Žuljany. La compagnia aerea era stata fondata nel 1997 e offriva voli di linea regolari, voli charter, servizio cargo e leasing di aeromobili fino alla sua chiusura, avvenuta nel 2018.

## Flotta
Nel novembre 2016 DART aveva aggiunto alla sua flotta un Boeing 737-300. La flotta della compagnia aerea era composta da:
| Aeromoboile           | In servizio | Passeggeri | Note           |
| --------------------- | ----------- | ---------- | -------------- |
| Airbus A319-100       | 1           | 130        |                |
| Airbus A320-200       | 4           | 180        | 2 in magazzino |
| Airbus A321-200       | 1           |            |                |
| Boeing 737-400        | 1           | 168        | in magazzino   |
| Bombardier Learjet 60 | 1           | 12         | business jet   |
| Totale                | 8           |            |                |